# جامعة جنوب فلوريدا
جامعة جنوب فلوريدا (بالإنجليزية: University of South Florida)‏ تقع في ولاية فلوريدا في مدينه تامبا (فلوريدا) التابعه الولايات المتحدة، ويوجد المركز الرئيسي للحرم الجامعي في مدينه طامبا مرتبطا بالفروع التابعه للمركز الرئيسي في انحاء البلاد مثل: «ساراسوتا، سانت بيترسبرغ، ليكلاند (فلوريدا)».
أنشات في عام 1956 وتعد الجامعة هي ثالث أكبر جامعة في ولاية فلوريدا والثامن على مستوى الولايات المتحدة الأمريكية، كما أن الجامعة تعد متميزة ورائدة في مجال البحوث والعلوم الطبية، فقد حصلت على المركز التاسع حول العالم في عام 2010 بناء على أكثر الجامعات حصولاً على شهادات براءة اختراع، حيث حصلت على ما يزيد عن 1.8 مليار دولار أمريكي في ذلك العام، وعشرون من كليات الدراسات العليا لجامعة جنوب فلوريدا حصلت على ترتيب ضمن أفضل 100 كلية في عام 2012م بين جامعات أمريكا، كما تعرف الجامعة كواحدة من أفضل مراكز البحوث في مجال معالجة أمراض الزهايمر ومرض باركنسون وكذلك داء هنتنغتون وفي نفس التوقيت التحق بالجامعة في فترة الخريف لعام 2007 "45244" الف طالب وتعد الجامعة من حيث عدد الطلاب تاسع أكبر جامعة بالولايات المتحدة الأمريكية.

## تاريخ الجامعة
تأسست عام 1956 لكن لم تبداء أو تسمي بشكل رسمي الا بعد اربع اعوام من تأسيسها، قبل أن يطلق على اسم الجامعة اسم جامعة جنوب فلوريدا كانت هناك عدة أسماء مطروحة كأحد الخيارات لتسمية هذه الجامعة منها: "Sunshine Eyalet university، The university of western hemisphere،The university of florida at temple tarrace"، يعرف"sam Gibbons" ممثل فلوريدا للولايات المتحدة سابقا بأنه المؤسس الحقيقي للجامعه وقد شارك بنفسه بالمنشأت المدرسية، وبالرغم من تأسيسس جامعه جنوب فلوريدا ف الجزء الغربي لوسط فلوريدا الا انه يطلق عليها جنوب فلوريدا وهذا يؤدي في بعض الأحيان إلى الارتباك.
وبين عام 1957-1970 حدث أول تطوير للجامعه تحت قياده"John Allen" الذي اعتبر كرئيس للجامعة أن ذاك، وطول هذه الفترة تطورت الجامعة بشكل سريع وفي عام 1964 قد افتتح برنامج الدراسات العليا، وفي عام 1970 استقال جون الين من منصبه متقاعدا، كما اعترض "John Allen" علي الفرق الرياضية التي تكون في الجامعات لان من وجهه نظره يجب ان تهتم الجامعة بالنجاح الاكاديمي، واليوم يسمي المبني الإداري للحرم الجامعي الرئيسي بأسمه وزوجته "Grace Allen" 
وقد ذكرت الجامعة في الاعلانات والكتيبات بانها كمؤسسه بحثيه، وبنيما كانت تحت قياده جون لوت برون في الثمانيات أصبحت واحدة من أكبر المؤسسات البحثية في الولايات المتحده الأمريكية، وقد اختار رئيس الجامعة "John Brown"،"Jim Strange" ليكون عميد لكلية الآداب والعلوم، و "Andor Szentivanyi" عميد لكليه الطب، وبالإضافة الي ذلك فقد ادخل "Lee Rose" الذي يعتبر واحد من أشهر المدربين لطاقم فريق كره السلة للجامعة.
وكما أُسس في فترته مستشفى للابحاث ومستشفى مركز جامعة جنوب فلوريدا للطب النفسى، والسرطان "Lee Moffitt Kanser, USF Psikiyatri merkezi"... ويعتبر أهم عمل له تأسيسه لمستشفي السرطان للاطفال مع دكتور علم المناعة «روبرت غود»
وقد لعب أول ماتش لجامعة جنوب فلوريدا عام 1997 وأسس أول طاقم موسيقي عام 1999 
وقد احتفلت الجامعة عام 2006 بذكري مرور خمسين عاما، وقد تضمنت الاحتفال بعض العروض الخاصة والنشطة التي قامت مجموعة من الطلاب بعرضها بالإضافة إلى مجئ بعض الضيوف الهامين مثل «ديزموند توتو،Fernando Chavez،Judy Shephardوآن كولتر», كما أحضرت جماعة الانشطة الجامعية بعض الفكاهيين مثل «داين كوك،Burce Burce،مونيك»، كما بداءت نفس المجموعة بعض العروض التقليديه Movies on thelawn،Yacht party ،Winter wanderland، وفي 28 من شهر أكتوبر عام 2010م قام صاحب السمو الملكي الأميرالسعودي الفيصل بن عبد العزيز آل سعود بزيارة رسمية لجامعة جنوب فلوريدا، وقدمت الجامعة حفلاً بمناسبة هذه الزيارة..

## حالة الطالب
وفي فتره الخريف لعام 2007 كان يوجد بالجامعة 34,447 من طلاب الليسانس ويمثلون 75% و8,338 من طلبة ماجستير ويمثلون 19% و1,980 من الطلاب غير الحاصلين على شهادة «بدون تخصص» ويمثلون 4% و 479 طالب للطب ويمثلون 1% ، اما في خريف عام 2008 فقد ادهشت الزيادة في اعداد الطلاب في عام واحد الجميع ووصف هذا الرقم وكانه رقم قياسى بالمقارنة بين جامعات فلوريدا.

### فترة الخريف عام 2007م
في هذه الفترة كان عدد الطلاب الصف الأول الذين اتو للجامعة للمرة الأولى 3797، كما كان متوسط المعدل التراكمى للطلاب المقبولين بالجامعة 371 وكان 1148 هو متوسط امتحانات القبول بالكلية،  وكانت نسبة الطلاب الذين دخلو إلى شريحة ال20% في مدارسهم الثانوية 55% من هولاءالطلاب، وحصل 88%من هولاء الطلاب على منحة «مستقبل فلوريدا المشرق»"Florida Bright future".كما يتراوح عمر 32% من هولاء الطلاب مابين 18 عام فيما اقل.وياتى ال3574 طالب المتواجدين بالصف الأول من 430 مدرسة ثانوية مختلفة و75 مدينة، والحقيقة الأخرى التي يحققها هولاء الطلاب أيضا ان الطلاب الاخرين الذين لايقطنون بولاية فلوريدا ياتون من 37 ولاية أمريكية مختلفة.

### الحالة الشخصية للطالب
منذ فترة خريف لعام 2007 كان عدد الطلاب ذو اللون الابيض بالجامعة 29578 بنسبة 65%و5277 أمريكيون من اصل افريقى ويمثلون12% و5331 هيسبانو ويمثلون12% و2582 من الطلاب ذو الاصل آسيا المسالم بنسبة 6% و201 من الطلاب ذو الاصل الامريكى الخالص ويمثلون 1% بينما كانت نسبة الطلاب الذين لم يفصحوا عن حالتهم عرقية 5% من اجمالى عدد الطلاب، كما قامت موسسة"Princeton Review"بوضع الجامعة في المرتبة السابعة عشر من حيث التنوع العرقى، واعتبارا من فترة الخريف من عام 2007 يوجد بالجامعة 102طالب دون درجة «دون تخصص» و827 طالب ماجستير و541 طالب بالليسانس بأجمالى مجموع 1470 طالب دولى من 127 دولة مختلفة حول العالم من أجل أن يكون طالب بالجامعة.

### التصنيفات
اظهرت مؤسسة «اخبار الولايات المتحدة وتقريرالعالم»يو إس نيوز أن الجامعة تُعد من الجامعات صاحبة المركز الثالث. كما أعطى موقع "Collegeprowler.com" الجامعة تقدير «درجة» "-B"وكما بّين الموقع أيضا ان الجامعة تكافىءجامعات كل من ولايتى «أريزونا» و«مسيسيبي»،  وأعلنت مؤسسة"Princeton Review" انها تعتبر واحده من أفضل الجامعات ف الجنوب علي مستوي الجامعات الاخري، كماحجزت جامعة جنوب فلوريدا لنفسها المرتبة التاسعة والستين من بين المائتى جامعة التي أمريكتان، كما انها بهذا الاسلوب تعد واحدة من الثلاث جامعات التي تحتل مكانة عالية بفلوريد والجامعات الاخري وهي جامعة ميامي وجامعة فلوريدا.
كما يذكر ان في عام 2003 كانت جامعة التمريض تحتل المرتبة الخامسة عشر بعدالمائة لكن في عام 2007 ظافره بالمركز 72 متخطية الكثيرمن المراكز،
وقد احتلت أربعة أقسام من هذه الجامعة وهم«كليه التربية، مدرسة التمريض وقسمى علم النفس الصناعى وعلم النفس التنظيمى» مركزا في الدراسة التي اجراتها مؤسسة «اخبار الولايات المتحددة وتقريرالعالم»يو إس نيوز""لافضل الجامعات من حيث الابحاث في أمريكا.
كما في ذلك الوقت احتلت كليةالتعليم مركز 45 وقيل ان اقسام علم النفس قد احتلت مركز 10 في أمريكا بين الجامعات.
وقد أوضحت مؤسسة"Princeton Review" ان جامعة جنوب فلوريد قد اخذت المركز 9 بين أكثر الجامعات تطورا في أمريكا.

## تكوين الجامعة
يوجد في جامعة جنوب فلوريدا 18 كلية، ومدرسة، ومعهد كما يوجد بها سبع كليات من أجل مرحلة الليسانس وهم كالاتى:
- كلية الاداب والعلوم وعميدها Jonhn Skvoretz[22]

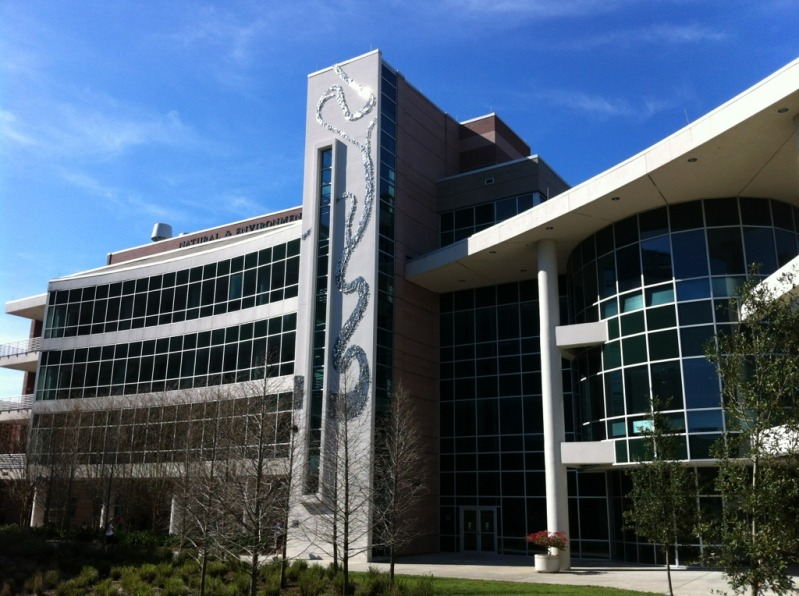
كليه الاداب والعلوم

- كلية اداراة الأعمال وعميدها Robert forythe[23]

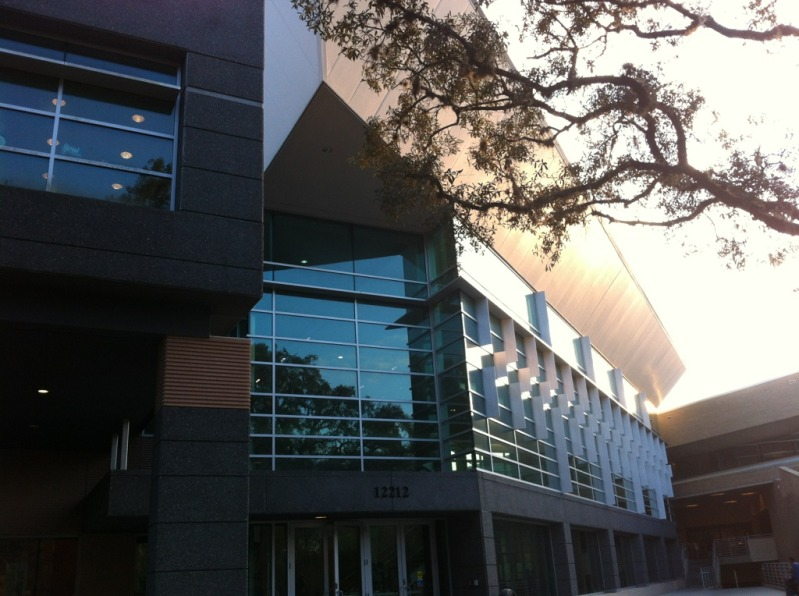
كليه اداره الاعمال

- كلية التربية وعميدها Colleen S.Kennedy[24]
- كلية الهندسة ورئيسها DR. RafaelPerez[25]
- كلية العلوم الطبيعية ورئيسها Stephen K.Klasko[26]
- كلية العلوم البحرية وعميدها Peter Betzer
- كلية الطب وعميدها Stephen Klasko[26]
- كلية التمريض وعميدهاPatricia Burns[26]
- كلية صحة المجتمع وعميدها Donna Petersen[26]
- كلية الفنون الجميلة وعميدها Ron Jones[27]

### مدارس
- مدرسة المحاسبة ومديرها Robert M.Keith[28]
- مدرسة الهندسة المعمارية وتصميم المدن وعميدها Charles C.Hight[29]
- مدرسة الفنون وقسم تاريخ الفنون ومديرها Wallace Wilson[30]
- مدرسة العلوم المعرفية وعلم المكتبات ومديرها DR.John Gathegi[31]
- مدرسة الموسيقى ومديرهاWade Weast[32]
- المدرسة العليا لعلوم إعادة التاهيل والعلاج الطبى ومساعد عميدها William S.Quillen[33]
- مدرسة المسرح والرقص ومديرهاMarc Powers[34]

### المعاهد
- معهد كونفشيوس ومديرهDR.Dajin Peng[35]
- معهد"the louis de la parte" وعميده المؤقت Bob Friedman[36]

## الجامعات الاخري
يوجدثلاث فروع أخرى تابعة لجامعة جنوب فلوريدا وهي في مدن «سانت بيترسبرغ، ساراسوتا،ليكلاند (فلوريدا)».
وعلاوة على ذلك فأن المكتب الرئيسى«المركزى» للجامعة يقع في منتصف«مركز»تامبا (فلوريدا)،  وبالرغم من اقامة الفرع الرابع فيما بين أعوام 1974-1997في مدينة "Fort Myers" فقد شمل هذا الفرع أيضا فيما بعد ملعب الغولف لولاية فلوريدا.

### فرع شارع بيترسبرج (St.petersburg kapüsü)
الشعار الاساسي: شارع بيترسبرج جامعة جنوب فلوريدا (Güney florida ünıversitesi St.petersburg)
أُسس هذا الفرع عام 1988وقد أطلق أول أسم عليه Bayboro ، وفي عام 2006 اضمت جامعة جنوب فلوريدا معتمده علي هذه المؤسسة، بدأ التعليم والتدريب في جامعة جنوب فلوريدا في موسم 2006-2007،

### فرع ساراسوتا _ماناتا (Sarasota_Manatee)
الشعار الرئيسي: ساراسوتا_ماناتا جامعة جنوب فلوريدا (Güney Florida Üniversitesi Sarasota-Manatee)
أُسس هذا الفرع عام 1975ومنذ ذلك التاريخ كان هناك تعاون (مشاركة)فيما بين فرع جامعة جنوب فلوريدا و"New College of florida". واستخدموا هذا الفرع حتى 28 أغسطس من عام 2006كفرع مشترك لهاتين الجامعتين حتى افتتاح الفرع الجديد.

### فرع ليكلاند (Lakeland)
الشعار الاساسي: لاكالاند جامعة جنوب فلوريدا (Güney florida üniversitesi Lakeland)
أُسس هذا الفرع عام 1988 وفي عام 2000 أتاح الفرصة للطالب للدراسة فيما يقدر عن عشرين قسم مختلف وكانت الكليات التي بدات في التدريس هي«كلية الاداب»، «كلية هندسة تطبيقية»، «كلية إدارة الأعمال», «كلية المعلومات المعرفية»، بالإضافة إلى أنه كان يوجد في هذا الفرع الكثير من المحاضرات الفردية والمختارة وبعض الكورسات المتعلقة بانترنت وبرامج مؤهلة وبعض البرامج المشتركة بالتعاون مع فرع تامبا (فلوريدا) 

## الملف الاكاديمى
اعتبارا من عام 2007 كان يوجد في الجامعة 89 برنامج ليسانس،91 برنامج دراسات عليا،2 برنامج تخصص،36 برنامج دكتوراه، وبرنامج لدرجة الاحترافية في درجة الدكتوراه بالطب، وفي العام الأكاديمية 2006_2007 تخرج 6743 طالب في مرحلة الليسانس، 2095 طالب في مرحلة الدراسات العليا، 18 خبير،219طالب بمرحلة الدكتوراه،116دكتور، وكان مجموع من تخرج 9202، وفي عام 2006 بقى 80% من الملتحقين الجدد بالجامعة في الكلية واستمرو في التعليم، وفصلت الجامعة 19 عضو تدريس وفي نفس العام أيضا وصلت نسبة المتخرجين في ستة أعوام 49%.

## ملف أعضاء التدريس
حصل 87%من العاملين بالتدريس في جامعة جنوب فلوريدا على دراجاتهم العلمية من جامعات أخرى..ويتكون من هذا المعدل 62% من أعضاء هيئه التدريس «بروفيسور» الذين يشرحون المناهج ويقدر عددهم حوالي 1.937، كما أن حوالي 1303 عضو من أعضاء هيئة التدريس يقوم بالعمل بشكل فردى في التعليم الاضافى الذي يقوم بعمل الابحاث، بالإضافة إلى أنه يوجد 183 عضو من أعضاء هيئة التدريس يقوم بعمل مابعد الدكتوراه، وعلى هذا المنوال يوجد في الجامعة 1763 طالب كمدرس مساعد و2419 طالب في مرحلة الليسانس.

## الابحاث

### المكتبات
يوجد ست مكتبات منفصلة تابعة للجامعة وهي"المكتبة المركزية التابعة تامبا (فلوريدا)، مكتبة "بوينتر" التابعة لفرع "شارع بيترسبورج", مكتبة "جان بانكروفت كوك" التابعة لفرع" ساراسوتا", المكتبة المفتتحة حديثا والتابعة لفرع" لاكالاند" والمكتبات الخاصة وهي مكتبة علم المحافظة على الصحة، ومكتبات معهد ابحاث الصحة العقلية لفلوريدا.

## الرياضة
وانضمت الجامعة إلى بطولة«مؤتمر الشرق الكبير» عام 2005، واشترك ثيران«ابطال» جنوب فلوريدا في مجالات مثل الغولف، التنس، كرة القدم الأمريكية، كرة السلة، الكرة طائرة، كرة القاعدة، وألعاب القوى.

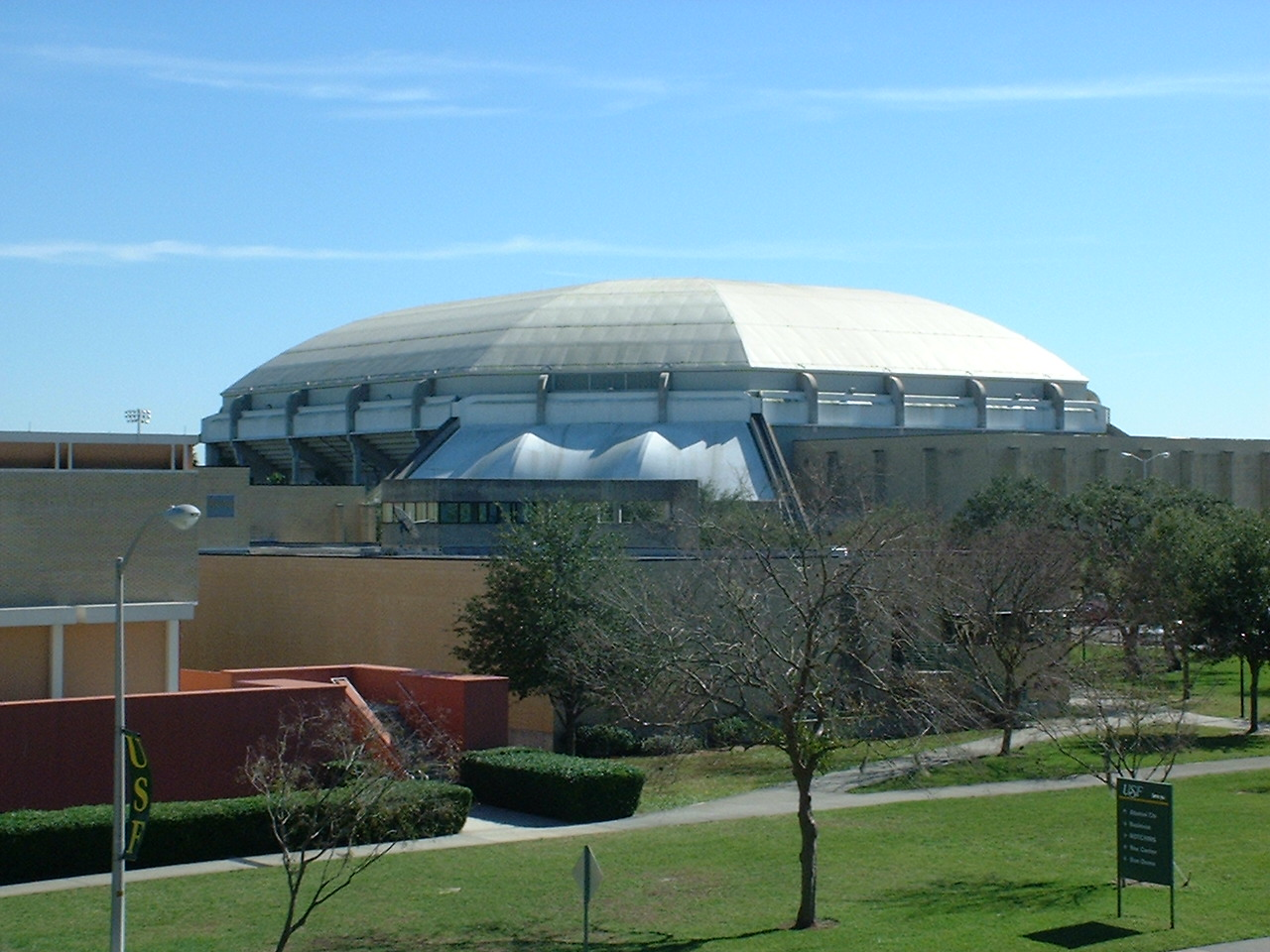
مجمع الألعاب الرياضيه لجامعه جنوب فلوريدا

### كرة القاعدة
مدرب الفريق الذي ولد بكوبا ولكنه ترعرع في تامبا (فلوريدا) وبداء مشواره المهنى فيها هو "Lelo Prado"، وحاز أيضا بطولة البيسبول الثانية المتعلقة بالجامعات في رصيده المهنى، وفي عام 2006 عاد إلى طامبا وجاء على رأس فريق البيسبول كالمدرب الخامس لهم، وفي نهاية عامين شارك لمرتين متتالتين في بطولة مؤتمر الشرق الكبير وفاز في الكثير من المباريات، أستمر في وظيفته الناجحة إلى حدكبير على رأس الفريق وقد فاز فيما ينوف عن 30مباراة.

### كرة السلة
أُفتتح فرع كرة السلة للجامعة عام1971 وقد انتهت أول مباراتهم بنتيجة 74_73 للفريق «الجامعة» ضد فريق جامعه "Stetson"، وأنتهى الموسم الأول لهم بالهزيمة في 8 مباريات والفوز في 17 مباراه،  مدرب فريق كرة السلة الرجالى والذي جاء على راس الفريق في 3 ابريل لعام 2007 هو ستان هيث "Stan Heath"، ويعرف هذا التاريخ بالتاريخ الذي بداء فيه الفريق عصر جديد وقد قام هيث"Heath" بعمله كمدرب للفريق طوال سبع سنوات كما انه أخذ مكانه في مباريات ال«الرابطة الوطنية لرياضة الجامعات» لثلاث مرات،  وقد حاز لاعبين بالفريق على جوائزفى الموسم الأول في مسابقة «مؤتمر الشرق الكبير» وهما «كانتريل جرانسيبيرى» "" Kentrell Gransberry طالب الصف الاخير بالجامعة، وطالب الصف الأول «دوممينيك جونز»"Dominique Jones"كما اُختير أيضا إلى الفريق الذي كونه بعض اللاعبون الملقبون ب"All Rookie"،  وقد اتى «هيث» على رأس فريق جامعة جنوب فلوريد بعد خمسة مواسم قضاها كمدرب في جامعة «أركنساس» وفي عهده أظهر فريق كرة السلة لجامعة «أركنساس» مهارة بالغة في مباريات «الرابطة الوطنية لرياضة الجامعات» للمرتين متتالتن كما انهم لعبو بمتوسط 82_71، وفي الموسم الاخير استحقت جامعة «كارانساس» التأهل إلى البطولة بالفوز في عشرين مباراة وأخذت مكانها في بطولة «الرابطة الوطنية لرياضة الجامعات».
اما فيما يتعلق بمدرب فريق كرة السلة النسائى فهو جوزية فرنانديز "Jose Fernandez" جاء فرنانديز إلى «طامبا» كمدرب مساعد في أبريل لعام 2000م وفي 14 ديسمبر لعام 2000م أصبح المديرالفنى للفريق، وفي عهده أظهر فريق كرة السلة النسائى نجاحا كبيرا في اشتراكه بالمبارايات لمدة خمسة مواسم متتالية ثم التحق ببطولة «مؤتمر الشرق الكبير»، ومجددا ًفي عهده التحق الفريق لأول مرة في موسم 2005_2006 بمسابقة «الرابطة الوطنية لرياضة الجامعات»، وفي الاربع سنوات الاوخر حقق الفريق النسائى العديد من الانتصارات وكان البطل لثلاث مرات.

### كرة القدم الأمريكية
بدأ فريق الجامعة لعب كرة القدم الأمريكية عام 1997م في دورى الدرجة التانية ثم صعد ولعب في دورى الدرجة الأولى عام 2001م وبعد ذلك تأهل إلى البطولة الأمريكية عام 2003م وأخيرا تأهل إلى بطولة مؤتمر الشرق الكبير منذ عام 2005،  الإضافة إلى ذلك حاز فريق كرة القدم نجاحا كبيرا ودعم تخطيه مرحلة كبيرة بسرعة هائلة من جميع من في الكلية،  وفي النهاية اُفتتح مركز رياضى بقيمة 18مليون دولار في الجامعة من أجل الفريق كما أن فريق كرة القدم الأمريكية يلعب مبارياته بملعب ريموند جيمس"، وباى بوكانيرس" Bay Buccaneers"، كما أن ظل "Jim Leavitt" على رأس الفريق لمدة عشر سنوات وفي 24 سبتمبر لعام 2005م هزم الفريق جامعة جامعة لويزفيل مدرسة الطب، وبذلك حقق أول انتصاراته في بطولة "مؤتمر الشرق الكبير" وأرتقى إلى المركز التاسع بالبطولة،  وغير ذلك هزم الفريق الكثير من الفرق التي تحوز مراتب متقدمة بالبطولة مثل "USF Boğaları,West Virginia Üniversite ، جامعة أوبرن"وأحتل مراكز متقدمة جداً في الترتيب، وفي 17 سبتمبر لعام 2007م وجد الابطال "الثيران"الذين الحقوا الهزيمة بجامعة "Auburn " لانفسهم مكانا لأول مرة في الترتيب حول الولايات المتحدة، ووفقا لبعض المصادر أرتقو حتى المركز 23، ووفقا لبعض المصادر الأخرى أعتلوا حتى المرتبة 24، وبهذا النجاح خرج الفريق من دورى الدرجة الأولى وحقق رقم قياسيا في بطولة الولايات المتحدة الأمريكية باكتساب خاصية كونه الفريق الذي حاز مكانا متقدما في ترتيب العام باسرع شكل ممكن.
وفي 2008م حاز ابطال «ثيران» جامعة جنوب فلوريدا المرتبة العاشرة.

### الغولف
مدرب فريق الرجال للغولف هو جيم في"Jim Fee "ان «في» الذي تخرج في هذه الجامعة عام 1985م تولى أدارة ملعب الغولف عام1996م، وفي عام 2006م نقل إدارة ملعب الغولف الخاص بالكلية إلى شركة خاصة والان تعود مسئولية "Fee"ولاعبيه ومسئولية تطوير ملعب الغولف لهذه المؤسسة الخاصة.
اما مدرب فريق الغولف النسائي هو "Marci Kornegay ", كورنجاى الذي تخرج في جامعة المسيسبى "Mississippi Üniversite " عام 2001 جئ به على رأس الفريق النسائي للغولف لجامعة جنوب فلوريدا في يونيو لعام 2007م، قبل ذلك كان يقوم بعمل المدرب المساعد في جامعةكارولاينا الجنوبية"، بالإضافة إلى أنه رُشح إلى جائزة المدرب المساعد للعام في موسم 2006_2007.

### الإبحار / الشراع
حيث توجد ايضارياضة الشراع خاصة بالجامعة والمعروفة حول البلاد، كمايقوم السون جولى"Alison Jolly "الذي حاز الميدالية الذهبية بالألعاب الأولمبية الصيفية 1988م «بسيول» بعمل المدرب للفريق.

### كره القدم
يقومر"Bay Shorelu George Kiefer " التابع لولاية نيويورك والذي اُختير عام 2005م كمدرب العام للمنطقة الجنوبية بتدريب الفريق..اأن «كيافر» جاء على رأس الفريق 21 يونيو لعام 2002م ويكون هو المدرب الثامن في تاريخ تدريب فريق الجامعة، وواجه الفريق تحت قيادة كيافر الفريق الذي أخذ مكانا في الترتيب العام حول أمريكا 29 مرة، ففاز في 14 مباراة وتعادل في 11 وهُزم في 4 مبارايات، قد هزم فريق كرة القدم الرجالى التابع لجامعة جنوب فلوريدافى عام 2008م فريق "ST.Johns " وذلك في اطار مباريات مسابقة«مؤتمر الشرق الكبير»، وعقب هذا الفوز بقى ضمن اخر ثمانية في بطولة جامعات «الرابطة الوطنية لرياضة الجامعات»، ولكن بعدذلك خسر مكانته امام جامعة"Wake Forest ".

### التنس
مدرب فريق التنس للرجال هو دون بر"Don Barr "، فقد انضم "Don" إلى فريق الجامعة عام1991م كمدرب مساعد وفي عام1992م أصبح المديرالفنى للفريق.وعُرفت فترة تدريبه للفريق بانها المواسم الأكثر نجاحا على مدار تاريخ فريق التنس الذي يمتدد لمدة 43 عام، وفي هذا النجاح يوجد 5 بطولات للموتمر و6 مرات جائزة مدرب العام.

### الكره الطائرة
في18 مارس لعام 2004م أتى كاليرا لذينجر"Claire Lessinger " كالمدرب العاشر للفريق على رأس الفريق، وفي عام 2007 انهى مسابقة«مؤتمر الشرق الكبير» في المركز الثالث.

## مجلس الطلاب
كما هو الحال في جميع جامعات فلوريدا يوجد في جامعة جنوب فلوريدا مجلس للطلاب وهذا المجلس يُعد وكالة مرتبطة بولاية فلوريدا، ومسئولية هذا المجلس وفقا للمادة 26 لعام 2004 لقوانين فلوريدا العمل على حل مشاكل الطلاب، الدفاع عنهم، وتمسيلهم بالمفهوم العلمى والفيدرالى، ووفقا لقوانين ولاية فلوريدا فأن الولاية تقوم بدعم نشطات مجلس الطلاب الذي أخذ مكانه حديثا في الجامعة بمايقرب من 10مليون دولار، وقد أُسس أساس مبنى مجلس الطلاب على غرار بناء مجلس الشيوخ بما يعنى أنه يشبه بناء مجلس الولاية، كما توجد قوانين لمجلس الطلاب وتستخدم وتفعل هذه القوانين في تنظيم حياة الطلاب بالجامعة، كما يوفر مجلس الطلاب العمل ل200 طالب في"Marshell Öğrenci Merkezi" الذي يُعد مركز ثقافة الكلية، ويوجد المركز الرئيسى للمجلس هنا «الكلية» وتعقد أجتمعاته هنا «بالكلية» أيضا .
كما يوجد رئيس على رأس المجلس ويوجد له مساعديه، كما ينقسموا إلى أقسام مثل""قسم التسويق، قسم العلاقات الاعلامية، قسم العلاقات مع الدولة، قسم الاهتمام بحياة وتطور الطلاب، قسم الاتصال الاكاديمى، وقسم الاتصال المرتبط بهم،  وتُعد هذا الاقسام جميعاً مساعد للمجلس في المهام التي تُسند اليه، كما أن رئيس ممثلى الطلاب «رئيس اتحاد الطلاب» يمثلهم في أتحاد طلاب جامعة فلوريدا، الرئيس الذي يرأس اتحاد طلاب فلوريدا يقوم باختيار رؤساء اتحادات الطلاب القادمين من جميع الكليات .
ويوجد رئيس على رأس كل مجلس في مجلس الطلاب ويدعم المجلس تمثيل الطلاب امام الدولة ويُعد هو صوت الطلاب، والى جانب ذلك ينظم بعض الانشطة كما أنهم يتاكدو من تفعيل قانون تعليم فلوريدا فيما بين الطلاب بالجامعة..ووفقاللمادة رقم 24للقانون1009 لولاية فلوريدا فأن مجلس الطلاب لكل جامعة يتكون بمقدار معين من الطلاب وهذا المقدار«العدد» يحدد تبعا لكبرالجامعة، وينفذ المجلس وظائفه بمساعدة بعض اللجان، ومثال ذلك أن الميزانية يمكن أن تُعطى إلى اللجنة، كما تقوم اللجنة الادارية التي يشكلها رئيس المجلس بالتفتيش على هذه الوظائف والانشطة، بالإضافة إلى انه يوجد مؤسسة تحت مسمى محكمة الطلاب العليا"Yüksek Öğrenci Mahkemesi" والتي ترعى الأعمال المتعلقة باماكن المتنزهات العامة أو اماكن توقيف السيارات بالجامعة.

## الفن
متحف الفنون الحديثه لجامعه جنوب فلوريدا، يُعرض في حرم الجامعة بعض النماذج للفن الحديث، ويقوم بصناعة هذه الأعمال التي تعرض في هذا المتحف الطلاب وأعضاء هيئة التدريس، وتقوم لجنة تحكيم كل 3 سنوات بالفصل بين الكثير من المرشحين،  بالإضافة إلى ان الجامعة تحتوى على استديو يضم الرسومات المشهورة تحت اسم "Graphic studio" وتواجدات أسماء عديدة من الممثلين العظام ومن هولاء "Roy Lichtenstein,Robert Rauschenberg, James Rosenquist, Allan Mccllum".. بالإضافة إلى أنه يوجد بالجامعة قسم تحت اسم "Art House" وفي هذا القسم توضع الأعمال الفنية للطلاب التي يمكن للجميع أن يطلع عليها ومن الطبيعى ان تقوم لجنة التحكيم باختيار الأعمال التي سوف تعرض ويقام المعرض كل عام بانتظام .

## الموسيقي
أسست الجامعة كلية الموسيقى بها عام 1956 ومن ذلك التاريخ بدات الكلية في التطور والتوسع.
وفي عام 200 قامت كلية الموسيقى التابعة للجامعة بعمل مسابقة موسيقى "تأليف موسيقي " واحتفال "Robert Helps" وحمل الاحتفال اسم "Robert Helps" الذي يُعد أستاذ الموسيقى والبيانو ويُقام هذا الحفل كل عام في الاسبوع الثانى من شهر فبراير وتُنظم مسابقة الموسيقية العالمية "Beste" فيما بين الموسيقين الشبان، وتُمنح جائزة مالية قدرها 10000 دولار للفائز بهذه المسابقة كما يوجد في هذا الاحتفال بعض المعروضات والعروض الفنية التي قام بعملها الطلاب وأعضاء هيئة التدريس، هذا إلى جانب أن الحفل يقوم بتنظيم حفلة بمناسبة عيد الحب لانه يتصادف معه في نفس الاسبوع، وفي الاحتفالية الثالثة لاحتفال "Robert Helps" قام بعض الموسيقين العظام مثل "Augusta Read Thomas, David del Tredici,Wes York ،Vivian Perlis، Carol Rodland بعرض بعض العروض الفنية .